# Примирение с потерпевшим
Примирение с потерпевшим — существующий в уголовном праве многих государств мира институт, предполагающий освобождение от ответственности либо значительное смягчение наказания преступнику, достигнувшему с потерпевшим соглашения о примирении (как правило, предполагающего возмещение причинённого вреда). Соответствующие положения могут содержаться как в уголовном, так и в уголовно-процессуальном законодательстве.

## Концептуальные основы
Классическое уголовное право является строго публичной отраслью права: уголовное преследование в классической модели осуществляется независимо от того, желает ли потерпевший привлечения виновного к уголовной ответственности. В последнее время наблюдается отход от данной модели, предполагающий признание более активной роли потерпевшего в уголовном судопроизводстве, а также большую диспозитивность уголовно-правовых отношений. Появляются такие концептуальные альтернативы традиционной репрессивной уголовной политике, как «восстановительное правосудие» и уголовно-правовая медиация (посредничество). Их смысл заключается в смещении акцентов с наказания преступника на восстановление нарушенных преступлением общественных отношений.
В настоящее время подобные процедуры внедрены во многих странах: Австралии, Бельгии, Великобритании, Германии, Канаде, Нидерландах, Новой Зеландии, Польше, США, Франции, Чехии и других. Для гармонизации соответствующих процедур в различных странах Комитетом Министров Совета Европы была принята Рекомендация № R(99)19 от 15 сентября 1999 года «Посредничество в уголовных делах». 
В качестве примера можно привести процедуры «полицейской медиации», введённые с середины 1980-х годов в отдельных регионах Англии. До принятия решения о возбуждении уголовного дела специальная служба медиации (в которую входят представители службы пробации, общественных организаций и полиции) поочерёдно проводит переговоры с потерпевшим и подозреваемым, пытаясь побудить их к компромиссу. В случае нахождения согласия уголовное дело не возбуждается, а полиция ограничивается предупреждением.

## Примирение с потерпевшим в нормах уголовного законодательства
Как правило, примирение с потерпевшим регулируется нормами уголовно-процессуального права. В уголовном законодательстве соответствующие нормы встречаются относительно редко. Так, они присутствуют в уголовных кодексах многих государств постсоветского пространства, а также Монголии и Румынии, где примирение с потерпевшим выступает основанием освобождения от уголовной ответственности. Возможность примирения связывается с выполнением ряда условий:
- невысокая степень опасности совершённого преступления (УК Азербайджана, Беларуси, Киргизии, Таджикистана и Украины требуют, чтобы оно относилось к категории преступлений небольшой тяжести, УК Армении, Казахстана, Литвы, Молдовы, Монголии, России допускают также освобождение от уголовной ответственности лиц, совершивших преступление средней тяжести).
- совершение преступления впервые (Азербайджан, Грузия, Киргизия, Монголия, Россия, Туркменистан, Узбекистан, Украина).
- признание вины.
- достижение соглашения о примирении.
- возмещение причинённого ущерба или иное заглаживание вредных последствий преступления (Азербайджан, Армения, Казахстан, Монголия, Таджикистан, Туркменистан, Узбекистан, Украина).

Законодательство Молдовы, Румынии и Украины предусматривает, что при наличии соответствующих условий суд обязан применить норму об освобождении от уголовной ответственности. УК Казахстана устанавливает, что освобождение обязательно лишь если совершённое преступление относится к категории преступлений небольшой тяжести. Законодательство остальных государств, содержащее соответствующее норму, предоставляет суду возможность не применять соответствующую норму даже если соглашение о примирении достигнуто.
Освобождение, как правило, носит безусловный характер. Лишь в Литве возможна отмена решения, если лицо в течение года после освобождения от ответственности совершает новое преступление или без уважительной причины не выполняет условий договорённости с потерпевшим о возмещении ущерба.
В законодательстве некоторых стран (в частности, Польши) примирение с потерпевшим выступает в качестве исключительного смягчающего обстоятельства, влекущего значительное снижение наказания.

## Сходные институты
Уголовное законодательство некоторых стран включает в себя институт прощения потерпевшим виновного. В отличие от примирения с потерпевшим, прощение возможно также на стадии исполнения наказания.
В уголовном законодательстве таких стран, как Андорра, Аргентина, Гондурас, Венесуэла, Испания, Мексика, Никарагуа, Панама, Сальвадор, Чили (страны так называемой иберо-романской правовой семьи) прощение виновного возможно в делах частного обвинения.
Традиционным является институт прощения потерпевшего для стран мусульманской правовой семьи. Так, по УК Йемена вместо «воздаяния равным» (кисас, проявление талиона), потерпевший может простить виновного, не требуя никакого возмещения или на условиях выплаты компенсации («выкупа за кровь», дийа). Аналогичные положения содержатся в УК Судана.

## В уголовном праве России

### До 1996 года
До принятия Уголовного кодекса РФ 1996 года примирение с потерпевшим было возможно лишь в уголовно-процессуальном порядке по отдельным категориям дел, носившим «уголовно-частный» характер. В остальном же в дореволюционном и советском законодательстве последовательно применялся принцип публичности уголовного преследования, осуществления его по инициативе государства и от имени государства.
В Уставе уголовного судопроизводства 1864 года называлось 2 категории преступных деяний, по которым привлечение к уголовной ответственности ставилось в зависимость от воли потерпевшего. По преступлениям первой категории дела возбуждались лишь на основании заявления потерпевшего, но в дальнейшем государство в полном объёме выполняло функции уголовного преследования. По деяниям второй категории потерпевший должен был сам поддерживать обвинение в суде и имел право отказа от обвинения, в результате которого подсудимый освобождался от уголовной ответственности.
Аналогичные положения предусматривались и УПК РСФСР 1960 года. Согласно ст. 27 УПК РСФСР, дела по таким преступлениям, как умышленное причинение лёгкого вреда здоровью, нанесение побоев, клевета без отягчающих обстоятельств и оскорбление возбуждались не иначе как по жалобе потерпевшего и подлежали прекращению в случае примирения его с обвиняемым. Примирение допускалось только до удаления суда в совещательную комнату для постановления приговора. Уголовные дела по таким преступлениям, как изнасилование без отягчающих обстоятельств, присвоение авторства возбуждались также не иначе как по жалобе потерпевшего, однако прекращению за примирением потерпевшего с обвиняемым не подлежали. В определённых законом случаях такие дела могли возбуждаться и прокурором, однако в таком случае примирение с потерпевшим не допускалось.

### После 1996 года
Уголовный кодекс РФ 1996 года предусмотрел примирение с потерпевшим в качестве самостоятельного основания освобождения от уголовной ответственности. Хотя А. В. Наумов указывает, что «генетически норма, выраженная в ст. 76 УК РФ, имеет процессуальное происхождение», примирение с потерпевшим по УК РФ существенно отличается от прекращения уголовного дела по делам частного обвинения в связи с отказом потерпевшего от уголовного преследования. Примирение с потерпевшим допускается по всем преступлениям небольшой и средней тяжести, а не по чётко обозначенному в законе кругу деяний. Кроме того, возбуждение уголовного дела не ставится в зависимость от волеизъявления потерпевшего.
Примирение лица, обвиняемого в совершении преступления, с потерпевшим будет являться основанием освобождения от ответственности, если преступление совершено впервые, относится к категории преступлений небольшой и средней тяжести, а вред, причинённый потерпевшему, заглажен (ст. 76 Уголовного кодекса РФ). 
Относительно понимания положения «преступление совершено впервые» в науке имеются разногласия. А. И. Рарог полагает, что не может считаться совершившим преступление впервые лицо, имеющее неснятую или непогашенную судимость, состоящее под следствием или судом, либо скрывающееся от следствия или суда. Однако, по мнению данного автора, если лицо ранее освобождалось от уголовной ответственности по предусмотренным законом основаниям или не привлекалось к ответственности, вновь совершённое преступление будет считаться совершённым впервые. А. Г. Кибальник указывает, что преступление, за которое лицо не привлекалось к ответственности или освобождалось от ответственности, может не учитываться при определении возможности освобождения от ответственности лишь в связи с истечением сроков давности за предыдущее преступление.
Заглаживание вреда предполагает как возмещение материального и иного ущерба, причинённого преступлением, так и другие действия, направленные на нейтрализацию его вредных последствий.
Вопрос относительно того, может ли суд принять решение не освобождать лицо от уголовной ответственности при наличии указанных оснований, является спорным в уголовно-правовой теории. Так, Ф. Р. Сундуров считает, что «если основания освобождения будут установлены, то орган дознания, следователь, прокурор или суд обязаны принять решение об освобождении лица от уголовной ответственности», ссылаясь при этом на устанавливающую аналогичные положения норму ч. 2 ст. 84 УК РФ. Распространённым является и противоположное мнение: например, С. А. Разумов указывает, что уполномоченные органы «могут и не принимать указанного решения, если придут к выводу о его нецелесообразности».
Процессуальным основанием для прекращения производства по делу в таком случае является заявление потерпевшего (ст. 25 Уголовно-процессуального кодекса РФ), которое представляется суду, следователю или дознавателю. Мотивы подачи заявления могут быть различными (отсутствие претензий к виновному вследствие заглаживания вреда, жалость, дружеские или родственные отношения), однако должно отсутствовать какое-либо запугивание или принуждение со стороны обвиняемого, примирение представляет собой строго добровольный акт. Возобновление производства по делу после примирения сторон не допускается.
В России правоохранительные органы не выполняют функций посредников между обвиняемым и потерпевшим: их участие в процедуре примирения ограничивается пассивной фиксацией факта примирения. Высказываются мнения о том, что необходима более активная роль суда и следственных органов в процедуре примирения, например, предусматривающая обязательное разъяснение права на примирение и условий освобождения от ответственности обвиняемому и потерпевшему.